# Philippe Anziani
Philippe Anziani (ur. 21 września 1961) – francuski trener piłkarski i piłkarz grający na pozycji napastnika.
Był trenerem SC Bastia do sezonu 2009/10. 26 listopada 2009 został zwolniony  z powodu słabych wyników.